# Michael Krabler
Michael Krabler (* 22. Oktober 1996 in Neuburg) ist ein deutscher Fußballspieler, welcher meist im Sturm eingesetzt wird. 

## Karriere
Nachdem er in der Jugend vom SC Münster 08, FC Ingolstadt 04 und TSV Aindling gespielt hatte, wechselte er 2013 in die A-Jugend vom SpVgg Unterhaching. Am 4. Mai 2014 debütierte er in der zweiten Mannschaft des Vereins. Bei der 0:2-Niederlage gegen den SV Pullach wurde er in der 60. Minute für Josef Siegert eingewechselt. Sein erstes Tor für die zweite Mannschaft erzielte er am 12. Juli 2016. In der 40. Minute erzielte er bei der 1:2-Niederlage gegen TSV Dachau 1865 die zwischenzeitliche 1:0-Führung.
Am 23. Mai 2015 feierte er unter Claus Schromm sein Debüt in der ersten Mannschaft. Bei der 0:1-Niederlage gegen den FC Rot-Weiß Erfurt in der 3. Liga wurde er in der 73. Minute für Tobias Killer eingewechselt. Beim 2:1-Sieg gegen Ingolstadt am 9. August 2015 debütierte Krabler im DFB-Pokal. In der Nachspielzeit wurde er für Alexander Sieghart eingewechselt. Für die Saison 2016/17 wurde er an den Bayernligisten FC Unterföhring ausgeliehen, der am Saisonende in die Regionalliga aufstieg. Zur Spielzeit 2017/18 wechselte Krabler zum TSV 1896 Rain.